# Гроготовац
Гроготовац (лат. Anas querquedula) малена је врста пловуша која не рони у потрази за храном. Гнезди се у већем делу Европе и Азије, али је строго миграторна врста чија се целокупна популација сели у јужну Африку, Индију (пре свега у Сантрагачи) и Аустралазију у току зиме, где се окупља у велика јата. Први пут је описана од стране Карла Линеа 1758. године. Као и друге мале патке, попут крџе, лако се подиже са воде и лети попут птица из реда шљукарица.
Његова станишта су травнате заједнице опкољена плитким мочварама и степским језерима.

## Таксономија
Први формални опис врсте урадио је шведски природописац Кал Лине 1758. године у његовом 10. издању Systema Naturae. Он је увео биномијални назив лат. Anas querquedula. Компаративна молекуларно-генетичка истраживања на роду Anas су показала да овај род није монофилетског порека. Род је због тога подељен на 4 нова рода, а гроготовац је померен у оквиру новог рода Spatula. Врста је први пут била предложена за овај род од стране немачког зоолога Фридриха Бојла 1822. године. Име Spatula је латинско име за "кашику" или "спатулу". Специјски епитет querquedula, је, како се верује, ономатопеја њеног оглашавања.

## Опис
Одрасли мужјак се не може помешати ни са једном другом патком. Браон обојена глава и врат са широком полумесечатом шаром на лицу је кључна карактеристика. Остатак птице је сива обојеност, са некомпактно сиво обојеним перјем горњег дела крила. Имају сив кљун и ноге. У лету се може видети светло плаво обојено крилно огледало са белом ивицом. Док плива, лако се уочавају бела истурена терцијарна летна пера. Врх главе је тамно обојен, док је лице црвенкастобраон боје.
Мало више пажње и труда је неопходно да би се разликовала женка гроготовца од сличних женки крџе, али су шаре на лицу и стално померање главе током брботања одлична карактеристика за идетификацију женке гроготовца. До забуне може доћи ако се пореди са женком плавокриле крџе, али је облик кљуна другачији, а друга врста има жуте ноге. Светла обрва, тамни "ајлајнер", светла тачка испред ока су такође карактери који се користе приликом идентификације ових птица.
Храни се техником која би могла да се опише као "кошење воде" и то много чешће него техником зарањања предњег дела тела као код осталих из групе неронећих патака.
Мужјак се током сезоне парења оглашава крчећим звуковима, док је женка врло тиха, са повременим повратник квак-ом.
Гроготовац је ретка гнездарица Србије. Око 90% гнездеће популације је у Војводини, али се може повремено наћи и на истоку и југоистоку Србије. Општи популациони тренд је опадање бројности.
Гроготовац је врста која је обухваћена Споразумом о заштити афричко-азијских миграторних птица мочварица (AEWA). Интернационална Унија за Конзервацију Природе (IUCN) и BirdLife International су класификовали врсту као врста од најмање бриге, јер се не среће ниједан од услова за подизање статуса угрожености на глобалном нивоу.